# Flobert-Waffen

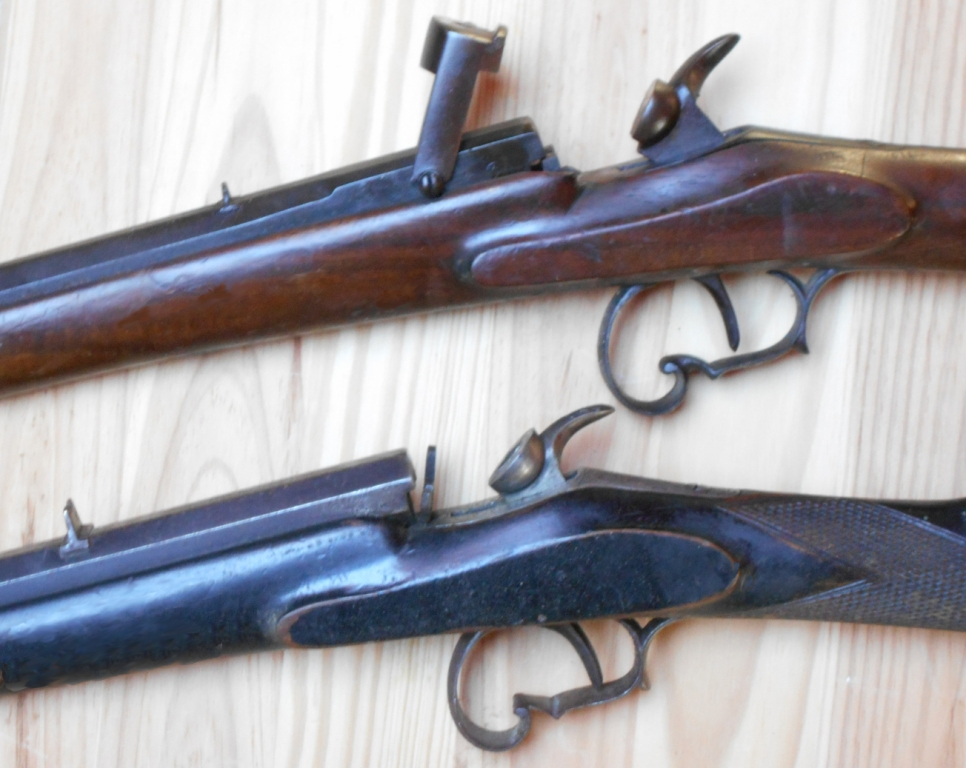
Flobertgewehre ca. 1900 oben mit Aufklappverschluss, unten mit Hahn-Verschluss

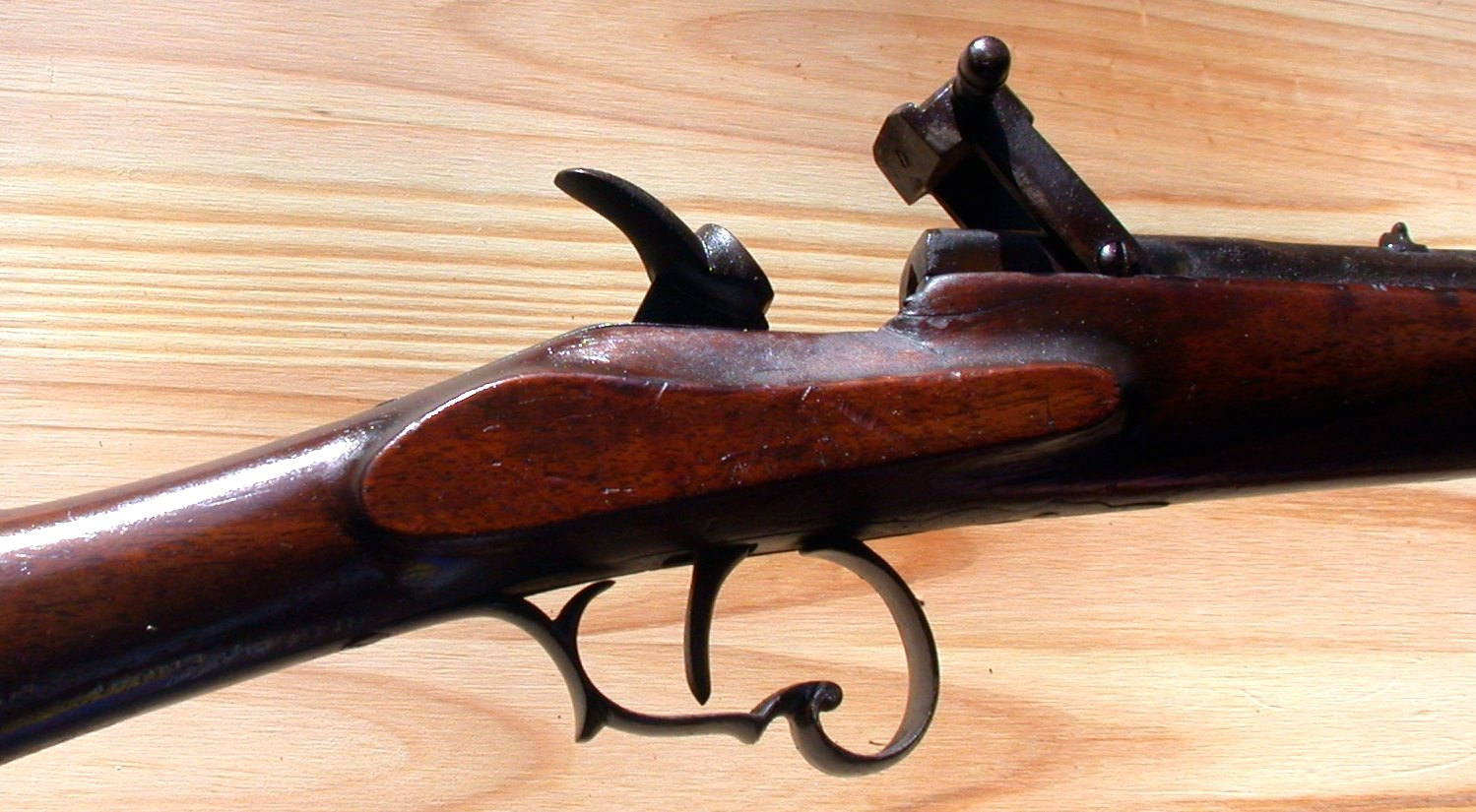
Nahaufnahme von Flobert Hahn-Verschluss

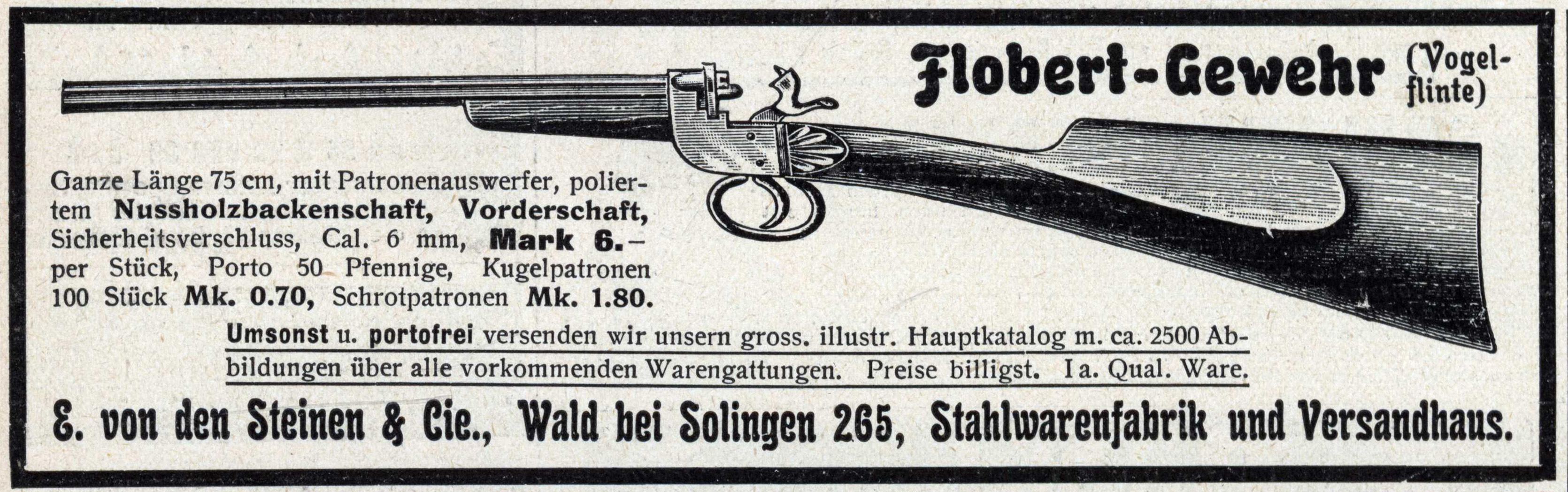
Flobert-Anzeige 1903

Flobert-Waffen ist eine Sammelbezeichnung für  Flobert-Gewehre, Flobert-Pistolen, Floberttesching, Zimmerbüchse, Zimmerstutzen und ähnliche leichte Handfeuerwaffen, die um 1840 entworfen wurden.

## Geschichte
Benannt sind diese Waffen nach Louis Nicolas Auguste Flobert, dem Erfinder der als Flobert bezeichneten Einheitspatrone (1845/46). Es sind meist glattläufige Handfeuerwaffen, bei denen der Antrieb des Geschosses aus einer im Boden der Patronenhülse eingelagerten Zündmasse stammt. Das Mitte des 19. Jahrhunderts übliche Perkussionszündhütchen wurde von Flobert mit einem Geschoss kombiniert. So entstand die erste Randfeuerpatrone, die Flobert sich 1846 patentieren ließ.

## Funktionsweise
Der Hahn bildet den Verschluss. Durch den Hahnschlag wird der Patronenrand gequetscht und der Zündstoff entzündet. Dazu hat der Hahn eine Nase, die auf den Rand schlägt. Das Geschoss besteht entweder aus einer kleinen Schrotladung mit geringem Durchmesser der Schrotkugeln, einer Rundkugel oder einem kleinen Langgeschoss.

## Einsatz
Flobert-Gewehre stellen die Vorläufer heutiger Wettkampfwaffen dar. Sie wurden als Übungs- und Ausbildungswaffen eingesetzt und in Schieß-Salons, der Vorläufer der Schießbuden verwendet. Die militärische oder jagdliche Bedeutung lag nicht in der direkten Verwendung dieser Flobertgewehre, sondern in der Ausübung des Schießsportes in kleinerem Kostenrahmen. Aus den Flobert-Randpatronen entstanden alle heute populären Randfeuerpatronen, wie sie auf internationalen Wettkämpfen genutzt werden. Auch der zum Wettkampf verwendete Zimmerstutzen stammt von den Flobertgewehren ab.

## Legaler Status
Für den legalen Besitz von Flobert-Gewehren benötigt man in Deutschland eine Waffenbesitzkarte, da sie der Definition einer scharfen Schusswaffe entsprechen. In Österreich sind sie ab 18 Jahren frei erhältlich.

## Vorfälle
Versehentliche Tötungen:
- 2012-08-27, Burgenland, A: Der Hausbesitzer ist im Krankenhaus und bewahrt für einen Nachbarn mit Kind ein Gewehr mit Kaliber .22 (Zoll; 5,51 mm) auf. Ein 5-Jähriger findet das Gewehr im Kleiderschrank und schießt versehentlich seiner Tante (21) in den Kopf, sie stirbt im Krankenhaus.[1]

- 2024-08-23 (?), Knappenberg

Kärnten, A: Bei einem Streit löst sich ein Schuss aus der schussbereit gehaltenen Waffe. Möglicherweise hat das spätere Opfer den Lauf erfasst und daran gezogen.